# باجل

تعديل مصدري - تعديل

مدينة باجل هي من مدن وأسواق تهامة المشهورة في الوقت الحاضر، وهي مركز لمديرية باجل بمحافظة الحديدة. تقع على بعد 55 كلم شمال شرق مدينة الحديدة، على الطريق الرئيسي الذي يربط بينها وبين العاصمة صنعاء. يبلغ تعداد سكانها 67781 نسمة حسب الإحصاء الذي أجرى عام 2004.

## تاريخ
يعود أقدم ذكر لها في المصادر التاريخية إلى القرن الرابع الهجري، العاشر الميلادي كواحدة من قرى قبائل القحرى وهم بطن من بطون عَكَ يتفرعون إلى ستة أقسام: الجمادية وبن خلف والخضارية والمجاردة وعزان والضوامرة. وتحمل بعض النواحي والقرى والجبال التابعة لباجل أسماء تلك القبائل وغيرها.
زارها هانز يتز في سنة 1930 م، وذكر أنها بلدة صغيرة بها قلعة خشنة محاطة بسور عال مبني من الآجر تتخلله أعداد من أبراج المراقبة الضخمة.
كانت باجل قرية صغيرة اكتسبت أهمية كبيرة منذ بداية القرن العشرين، فكانت حتى السبعينات من القرن العشرين مركزا لقضاء باجل الذي يضم عددا من المناطق التهامية الممتدة من ساحل الحديدة حتى سفح جبل الزاهر في مديرية بني سعد في محافظة المحويت.
يذكر الحجري بأن جزءا من مباني المدينة شيد بالآجر وشيد الجزء الأكبر منها بالقش. تشتهر باجل بزراعة البذرة والقطن، وقد أقيم حديثا فيها عدد من مزارع الخضروات والفواكه.

## المعالم
ومن أهم المعالم الأثرية والتاريخية في مدينة باجل:
1. الجامع الكبير، في باجل القديمة.
2. قلعتها الحصية (القشلة) التي شيدت على قمة جبل الشريف المطل من الغرب على المدينة، ويرجع تاريخ عمارتها الحالية إلى فترة الاحتلال العثماني لليمن.
3. ومن مآثر مدينة باجل قلعة الإمام التي كانت في باجل القديم أيضاً مقابل الجامع الكبير، وقد تم هدمها وبُني عليها مدرسة تُسمى مدرسة علي بن أبي طالب رضي الله عنه.
4. منزلة الناشري، وهي منزلة درس فيها الكثير من العلماء والمشايخ.

وقد اتسعت باجل حديثا وبني خارجها عدد من المصانع أكبرها «مصنع اسمنت باجل» منذ العام 1969، الذي يعتمد على محجر غني بالصخور الجيرية.